# Obstkonserve

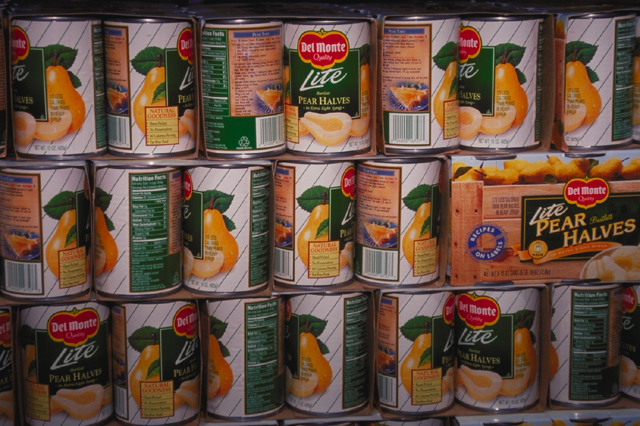
Halbe Birnen als Konserven

Eine Obstkonserve (auch Fruchtkonserve) ist ein Obsterzeugnis, das aus ganzen Früchten, aus Fruchtstücken oder Zubereitungen daraus, durch ein geeignetes Verfahren haltbar gemacht wurde. Als weitere Verarbeitungsformen kommen in Frage: Schnitten, Würfel, Bällchen oder Tidbits. Die Obstkonserven können aus einer oder mehreren Fruchtarten hergestellt werden, dann spricht man von Fruchtcocktail. Fruchtcocktails werden zum Beispiel für Snack-Zubereitungen verwendet (z. B. Krabbencocktail).
Pasteurisierte Obstkonserven werden entweder mit Aufguss (zum Beispiel halbe Pfirsiche oder Fruchtcocktail) oder ohne Aufguss (zum Beispiel Apfelmus, Preiselbeeren oder Fruchtgrütze) in luftdicht verschlossenen Behältnissen (Einweckgläser oder Blechdosen) hergestellt. Bei industriell hergestellter Ware muss der Zuckergehalt deklariert werden. Dunstfrüchte meint ohne Zusatz von Weißzucker konservierte Früchte. Außer Zucker sind Zutaten wie Glucose, Stärkesirup, Essig, Pektin und Genusssäuren erlaubt, bei Himbeeren, Pflaumen und Kirschen auch Farbstoffe.
Im weiteren Sinne zählt auch tiefgefrorenes Obst zu den Obstkonserven. Eine weitere Unterscheidung bei Obstkonserven sind Dunstobst und Kompott.